# Discografia de Luka
A discografia de Luka compreende quatro álbuns de estúdio. Em 2003, lançou seu primeiro álbum, "Porta Aberta", que estourou mundialmente com a canção "Tô Nem Aí", fazendo da cantora, um dos nomes brasileiros mais conhecidos no Brasil e no exterior. Em 2006, Luka lança seu segundo álbum pela Warner Music, intitulado "Sem Resposta" com roupagem pop rock e a participação de Serginho Moah, vocalista da banda Papas da Língua, em 2007 e, teve como singles "Sem Resposta", "A Aposta" (Part. Serginho Moah), "Pensando Em Nós", entre outros. "Sem Resposta". Em 2009 Luka lança seu terceiro álbum intitulado "O Próximo Trem" com músicas mais intimistas, com sons acústicos, seus singles foram "Pelo Espelho", "Sempre Tão Perfeito", "Tardes De Sol" e "Cinderela Doida!". O disco foi lançado em 2012 em Portugal com a faixa bônus "Love Is Free". Em 2014 Luka lança seu novo single "Fala Com A Minha Mão" e em 2015 seu quarto álbum intitulado "Céu de Diamantes".

## Álbuns

### Álbuns de estúdio
| Porta Aberta                                                                  | - Lançamento: 15 de dezembro de 2003 - Formatos: CD, download digital - Gravadora: Sony            | 21 | - : 500.000 |
| Sem Resposta                                                                  | - Lançamento: 26 de abril de 2006 - Formatos: CD, download digital - Gravadora: Warner             | —  | - : 50.000  |
| O Próximo Trem                                                                | - Lançamentos: 9 de março de 2009 - Formatos: CD, download digital - Gravadora: Independente, Sony | —  |             |
| Céu de Diamantes                                                              | - Lançamento: 21 de agosto de 2015 - Formatos: CD, download digital - Gravadora: Videobes          | —  |             |
| "—" denota álbuns que não entraram nas paradas ou não foram lançados no país. | |    |             |

## Singles
| Título                                                                         | Ano  | Melhores posições | Melhores posições | Melhores posições | Melhores posições | Melhores posições | Melhores posições | Melhores posições | Álbum            |
| Título                                                                         | Ano  | BRA               | ALE               | AUT               | ESP               | HOL               | ITA               | SUI               | Álbum            |
| ------------------------------------------------------------------------------ | ---- | ----------------- | ----------------- | ----------------- | ----------------- | ----------------- | ----------------- | ----------------- | ---------------- |
| "Tô Nem Aí"                                                                    | 2003 | 1                 | 76                | 46                | 18                | 61                | 22                | 57                | Porta Aberta     |
| "Porta Aberta"                                                                 | 2003 | 1                 | —                 | —                 | —                 | —                 | —                 | —                 | Porta Aberta     |
| "Difícil Pra Você" (part. Billy)                                               | 2004 | 7                 | —                 | —                 | —                 | —                 | —                 | —                 | Porta Aberta     |
| "Te Amaré"                                                                     | 2004 | 4                 | —                 | —                 | —                 | —                 | —                 | —                 | Porta Aberta     |
| "Enamorada"                                                                    | 2005 | 38                | 10                | —                 | —                 | —                 | —                 | —                 | —                |
| "Sem Resposta"                                                                 | 2006 | 11                | —                 | —                 | —                 | —                 | —                 | —                 | Sem Resposta     |
| "A Aposta" (part. Serginho Moah)                                               | 2006 | 25                | —                 | —                 | —                 | —                 | —                 | —                 | Sem Resposta     |
| "Quando Você Passa"                                                            | 2006 | 65                | —                 | —                 | —                 | —                 | —                 | —                 | Sem Resposta     |
| "Pelo Espelho"                                                                 | 2009 | —                 | —                 | —                 | —                 | —                 | —                 | —                 | O Próximo Trem   |
| "Cinderela Doida!"                                                             | 2009 | 7                 | —                 | —                 | —                 | —                 | —                 | —                 | O Próximo Trem   |
| "Love is Free"                                                                 | 2011 | —                 | —                 | —                 | —                 | —                 | —                 | —                 | O Próximo Trem   |
| "Livro Aberto"                                                                 | 2014 | —                 | —                 | —                 | —                 | —                 | —                 | —                 | Céu de Diamantes |
| "Fala Com a Minha Mão"                                                         | 2014 | —                 | —                 | —                 | —                 | —                 | —                 | —                 | Céu de Diamantes |
| "Céu de Diamantes"                                                             | 2017 | —                 | —                 | —                 | —                 | —                 | —                 | —                 | Céu de Diamantes |
| "Fuego en la Casa"                                                             | 2018 | —                 | —                 | —                 | —                 | —                 | —                 | —                 | —                |
| "Se Eu Fosse Você"                                                             | 2019 | —                 | —                 | —                 | —                 | —                 | —                 | —                 | —                |
| "MTG Tô Nem Aí" (com Lukkas e Mc Pretchako)                                    | 2024 | 100               | —                 | —                 | —                 | —                 | —                 | —                 | —                |
| "—" denota singles que não entraram nas paradas ou não foram lançados no país. |      |                   |                   |                   |                   |                   |                   |                   |                  |

### Singlespromocionais
| Título                                 | Ano  | Álbum            |
| -------------------------------------- | ---- | ---------------- |
| "Tem Que Ser Diferente"                | 2007 | —                |
| "Você me Olha"                         | 2012 | Céu de Diamantes |
| "Gol (To be Happy)" (ft. Billy Degrat) | 2013 | —                |
| "Vitaminada"                           | 2015 | Céu de Diamantes |
| "A Vida é Andar, Andar"                | 2016 | Céu de Diamantes |
| "Te Quiero, Tequila!"                  | 2018 | —                |
| "Dia de Maldade"                       | 2019 | —                |
| "Vai"                                  | 2019 | —                |
| "Só Love"                              | 2020 | —                |
| "O seu Amigo gosta"                    | 2022 | —                |

## Videoclipes
| Canção                             | Ano  | Diretor          |
| ---------------------------------- | ---- | ---------------- |
| "Tô Nem Aí"                        | 2003 | Eduardo Aguillar |
| "Tô Nem Aí" (versão internacional) | 2003 | Eduardo Aguillar |
| "Porta Aberta"                     | 2004 | João Elias Jr.   |
| "Sem Resposta"                     | 2006 | Mauro Lima       |
| "A Aposta"                         | 2006 | Duca Leindecker  |
| "Pelo Espelho"                     | 2010 | Stéphano Loyo    |
| "Love is Free"                     | 2011 | Rafael Almeida   |
| "Livro Aberto"                     | 2015 | Fabiano Sabino   |